# 소림사 물장수
"소림사 물장수"(少林寺 물장수)는 한국에서 제작된 임원식 감독의 1982년 영화이다. 허석철 등이 주연으로 출연하였고 김용준 등이 제작에 참여하였다.

## 출연

### 주연
- 허석철
- 강용규
- 국정숙
- 윤영애
- 이재영

## 기타
- 조명: 박창호
- 녹음: 유창국